# 平岡昭良
平岡 昭良（ひらおか あきよし、1956年 - ）は、日本の実業家。BIPROGY（旧・日本ユニシス）社長。石川県美川町（現、白山市）出身。

## 来歴
金沢大学附属高等学校を経て、1980年に早稲田大学理工学部を卒業。同年、日本ユニバック（現・BIPROGY）入社。

2002年に同社執行役員、2005年に取締役常務執行役員に就任。2011年6月に代表取締役専務執行役員に昇進。2016年4月より現職。2024年3月末日をもって、代表取締役社長を辞任し取締役になるとともに、2024年6月開催予定株主総会終了後に顧問に就任した。

## 人物
実家は魚店や仕出し、料理店などを営む自営業。
高校時代は、授業を抜け出してナナハン（排気量750CCの大型バイク）にまたがり、仲間と駆け巡っていた。